# Thetidia unilinea
Thetidia unilinea là một loài bướm đêm trong họ Geometridae.